# Savigny (Haute-Savoie)
Savigny is een gemeente in het Franse departement Haute-Savoie (regio Auvergne-Rhône-Alpes) en telt 633 inwoners (2004). De plaats maakt deel uit van het arrondissement Saint-Julien-en-Genevois.

## Geografie
De oppervlakte van Savigny bedraagt 10,4 km², de bevolkingsdichtheid is 60,9 inwoners per km².
De onderstaande kaart toont de ligging van Savigny (Haute-Savoie) met de belangrijkste infrastructuur en aangrenzende gemeenten.

## Demografie
Onderstaande figuur toont het verloop van het inwonertal (bron: INSEE-tellingen).

1. ↑  Populations de référence 2022.